# 櫻井海音
櫻井海音（日语：／ Sakurai Kaito；2001年4月13日—），從事音樂活動時使用藝名Kaito，是日本樂隊Inner Journey的男性鼓手，也從事演員工作，出身自東京都，Sony Music Artists旗下藝人。
2020年，參與戀愛真人實境節目《別被狼君所欺騙》，開始以個人身份從事演藝活動。同年，參演NHK晨間劇《歡呼》，以演員身份出道。2021年5月20日，一直以Kaito為藝名擔任樂隊鼓手的他宣佈以「櫻井海音」名義從事個人演藝活動。
他的父親是日本傳奇樂隊Mr.Children主音櫻井和壽。

## 作品列表

### 電視劇
- 歡呼 第117集（2020年11月24日，NHK）：飾演 根來
- 逃避雖可恥但有用 新春特別篇（2021年1月2日，TBS）：飾演 相場
- Night Doctor（2021年6月21日－9月13日，富士電視台）：飾演 新村風太
- 我只是想說喜歡妳（2021年10月7日－12月23日，東京電視台）：飾演 藤代瀨那，男一
- 只有顏值老師 第1話－第3話、第5話、最終話（2021年10月9日－23日、11月6日、12月18日，東海電視台）：飾演 市川大輔
- 邁向未來的倒數10秒（2022年4月14日－6月9日，朝日電視台）：飾演 江戶川蓮
- 發信人是誰？（2022年10月11日－12月16日，TBS）：飾演 成田育
- 黃昏下牽起手 第1話・第2話（2023年1月17日・24日，TBS）：飾演 矢野翔太
- VIVANT 第5話（2023年8月13日，TBS）：飾演 乃木憂助 / 丹後隼人（18歲時）
- 閃爍的青春（WOWOW）：飾演 馬渕洸（與出口夏希雙主演）
  - 第一季（2023年9月22日－11月10日）
  - 第二季（2024年1月19日－2月23日）
- 泥濘的餐桌（2023年10月21日－12月16日，朝日電視台）：飾演 那須川春樹
- 御上老師（2025年1月19日－3月23日，TBS）：飾演 津吹隼人[4]

### 網路劇
- 只想告訴你（2023年3月30日，Netflix）：飾演 真田龍
- 【我推的孩子】（2024年12月20日，Amazon Prime Video）：飾演 阿奎亞／星野愛久愛海

### 電影
- 噬謊者（2022年2月11日公開、華納兄弟電影）：飾演 切間創一
- BUZZY NOISE（日语：バジーノイズ）（2024年5月3日、GAGA CORPORATION（日语：ギャガ））：飾演 慶二
- 【我推的孩子】（2024年12月20日，東映）：飾演 阿奎亞／星野愛久愛海
- 大小姐和看門犬（2025年3月14日，東寶）：飾演 田貫幹男

### 動畫電影
- 鱷魚君最後的100天（2021年7月9日）：飾演

### 綜藝節目
- 別被狼君所欺騙（2020年8月16日－11月1日，AbemaTV）
- 國王的早午餐（2021年4月3日－，TBS）：固定成員

### 網路直播
- 別被狼君所欺騙（2020年8月16日－11月1日，AbemaTV）

### 廣播
- SCHOOL OF LOCK!（2021年5月31日 - 6月3日，TOKYO FM） - 『BOYS LOCKS!』
- PIA SONAR MUSIC FRIDAY（2021年7月2日 - ，J-WAVE）

### MV
- SEKAI NO OWARI《YOKOHAMA blues》（2021年）

## 外部連結
- 經紀公司個人資料頁面（日語）
- 櫻井海音 Kaito OFFICAL SITE（日語）
- 櫻井海音的Instagram帳戶（日語）
- YouTube上的Kaito official頻道（日語）